# Premier League Darts 2019
Die Unibet Premier League Darts 2019 war ein Einladungsturnier, welches von der Professional Darts Corporation (PDC) veranstaltet wurde. Es war die 15. Ausgabe dieses Turniers.
Die Veranstaltungsreihe begann am 7. Februar 2019 in der Metro Radio Arena in Newcastle und endete am 23. Mai 2019 in der O2 Arena in London mit den Play-offs. Anders als im Vorjahr wurde 2019 ein weiterer siebter Spieltag in der Endrunde gespielt. Somit wurden insgesamt 17 Spieltage absolviert.

## Preisgeld
Bei der Premier League wurden insgesamt £ 855.000 an Preisgeldern ausgeschüttet. Das Preisgeld verteilte sich unter den Teilnehmern wie folgt:
| Position (Anzahl der Spieler)         | Position (Anzahl der Spieler) | Preisgeld |
| ------------------------------------- | ----------------------------- | --------- |
| Gewinner                              | (1)                           | £ 250.000 |
| Finalist                              | (1)                           | £ 120.000 |
| Halbfinalisten                        | (2)                           | £ 80.000  |
| 5. Platz                              | (1)                           | £ 70.000  |
| 6. Platz                              | (1)                           | £ 60.000  |
| 7. Platz                              | (1)                           | £ 55.000  |
| 8. Platz                              | (1)                           | £ 50.000  |
| 9. Platz                              | (1)                           | £ 35.000  |
| 10. Platz                             | (1)                           | £ 30.000  |
| Erstplatzierter nach dem 16. Spieltag | (1)                           | £ 25.000  |

Da es sich bei der Premier League um ein Einladungsturnier handelt, floss das Preisgeld nicht in die Weltrangliste ein.

## Qualifikation
Wie im Vorjahr qualifizierten sich die ersten vier Spieler der PDC Order of Merit (Stichtag: 1. Januar 2019, nach dem Finale der PDC World Darts Championship 2019) für die Premier League. Zudem erhielten sechs weitere Spieler durch die PDC sowie Sky Sports eine Wildcard für die Premier League.
| Spieler               | Gesamtteilnahme in Premier League | Teilnahme in Folge | Rang in der Order of Merit | Beste Platzierung             | Qualifiziert durch |
| --------------------- | --------------------------------- | ------------------ | -------------------------- | ----------------------------- | ------------------ |
| Michael van Gerwen    | 7.                                | 7                  | 1                          | Sieg (2013, 2016, 2017, 2018) | Order of Merit     |
| Rob Cross             | 2.                                | 2                  | 2                          | 4. Platz (2018)               | Order of Merit     |
| Peter Wright          | 6.                                | 6                  | 3                          | 2. Platz (2017)               | Order of Merit     |
| Gary Anderson1        | 9. (8.)                           | 9 (8)              | 4                          | Sieg (2011, 2015)             | Order of Merit     |
| Daryl Gurney          | 2.                                | 2                  | 5                          | 5. Platz (2018)               | Wildcard           |
| Michael Smith         | 3.                                | 2                  | 6                          | 2. Platz (2018)               | Wildcard           |
| Gerwyn Price          | 2.                                | 2                  | 7                          | 10. Platz (2018)              | Wildcard           |
| Mensur Suljović       | 2.                                | 2                  | 8                          | 9. Platz (2018)               | Wildcard           |
| James Wade            | 10.                               | 1                  | 10                         | Sieg (2009)                   | Wildcard           |
| Raymond van Barneveld | 14.                               | 14                 | 28                         | Sieg (2014)                   | Wildcard           |

1 Gary Anderson gab am 4. Februar bekannt, dass er aufgrund andauernder Rückenschmerzen nicht an der Premier League Darts teilnehmen wird. Stattdessen nahm an den ersten 9 Spieltagen jeweils ein Ersatzspieler seinen Platz ein. Die von den anderen Teilnehmern in diesen Partien erzielten Punkte wurden in die Tabelle der Premier League Darts mit eingerechnet. Die sog. „Contender“ wurden mit einem Preisgeld belohnt, welches sich nach dem Ergebnis des Matches richtete (2500 £ für einen Sieg, 1500 £ für ein Unentschieden, 750 £ bei einer Niederlage)
| Spieler               | Rang in der Order of Merit | Qualifiziert durch |
| --------------------- | -------------------------- | ------------------ |
| Chris Dobey           | 35                         | Ersatzspieler      |
| Glen Durrant          | 1 (BDO)                    | Ersatzspieler      |
| Steve Lennon          | 38                         | Ersatzspieler      |
| Luke Humphries        | 57                         | Ersatzspieler      |
| John Henderson        | 20                         | Ersatzspieler      |
| Nathan Aspinall       | 34                         | Ersatzspieler      |
| Max Hopp              | 32                         | Ersatzspieler      |
| Dimitri Van den Bergh | 33                         | Ersatzspieler      |
| Jeffrey de Zwaan      | 44                         | Ersatzspieler      |

| Contender          | Contender    | Contender    | Contender             | Contender      | Contender              | Contender | Contender                    | Contender        |
| ------------------ | ------------ | ------------ | --------------------- | -------------- | ---------------------- | --------- | ---------------------------- | ---------------- |
|                    |              |              |                       |                |                        |           |                              |                  |
| Chris Dobey (2024) | Glen Durrant | Steve Lennon | Luke Humphries (2023) | John Henderson | Nathan Aspinall (2023) | Max Hopp  | Dimitri Van den Bergh (2021) | Jeffrey de Zwaan |

## Austragungsorte
| Datum            | Runde                  | Ort                            |
| ---------------- | ---------------------- | ------------------------------ |
| 7. Februar 2019  | Vorrunde – 1. Spieltag | Metro Radio Arena, Newcastle   |
| 14. Februar 2019 | Vorrunde – 2. Spieltag | The SSE Hydro, Glasgow         |
| 21. Februar 2019 | Vorrunde – 3. Spieltag | 3Arena, Dublin                 |
| 28. Februar 2019 | Vorrunde – 4. Spieltag | Westpoint Arena, Exeter        |
| 7. März 2019     | Vorrunde – 5. Spieltag | GE Oil and Gas Arena, Aberdeen |
| 14. März 2019    | Vorrunde – 6. Spieltag | Capital FM Arena, Nottingham   |
| 21. März 2019    | Vorrunde – 7. Spieltag | Mercedes-Benz Arena, Berlin    |
| 27. März 2019    | Vorrunde – 8. Spieltag | Ahoy, Rotterdam                |
| 28. März 2019    | Vorrunde – 9. Spieltag | Ahoy, Rotterdam                |
| 4. April 2019    | Endrunde – 1. Spieltag | SSE Arena, Belfast             |
| 11. April 2019   | Endrunde – 2. Spieltag | M&S Bank Arena, Liverpool      |
| 18. April 2019   | Endrunde – 3. Spieltag | Motorpoint Arena, Cardiff      |
| 26. April 2018   | Endrunde – 4. Spieltag | Arena Birmingham, Birmingham   |
| 2. Mai 2019      | Endrunde – 5. Spieltag | Manchester Arena, Manchester   |
| 9. Mai 2019      | Endrunde – 6. Spieltag | FlyDSA Arena, Sheffield        |
| 16. Mai 2019     | Endrunde – 7. Spieltag | First Direct Arena, Leeds      |
| 23. Mai 2019     | Play-offs              | The O2 Arena, London           |

## Vorrunde

### Spiele
Der Spielplan wurde von der PDC am 18. Januar 2019 bekannt gegeben
| 1. Spieltag               |   |                             |     |
| James Wade 99,24          | – | Raymond van Barneveld 95,15 | 7:4 |
| Gerwyn Price 104,11       | – | Daryl Gurney 98,78          | 7:4 |
| Chris Dobey 98,53         | – | Mensur Suljović 100,99      | 6:6 |
| Michael van Gerwen 104,98 | – | Michael Smith 95,23         | 7:5 |
| Peter Wright 101,56       | – | Rob Cross 103,57            | 6:6 |

| 2. Spieltag                 |   |                          |     |
| Peter Wright 88,95          | – | Michael Smith 97,61      | 6:6 |
| Rob Cross 102,58            | – | James Wade 100,81        | 7:4 |
| Raymond van Barneveld 88,79 | – | Gerwyn Price 95,60       | 6:6 |
| Daryl Gurney 100,05         | – | Glen Durrant 99,89       | 7:3 |
| Mensur Suljović 101,07      | – | Michael van Gerwen 99,82 | 3:7 |

| 3. Spieltag               |   |                             |     |
| Gerwyn Price 96,22        | – | James Wade 103,89           | 6:6 |
| Steve Lennon 90,80        | – | Peter Wright 96,95          | 5:7 |
| Michael van Gerwen 101,34 | – | Rob Cross 93,31             | 7:2 |
| Michael Smith 93,18       | – | Daryl Gurney 99,14          | 5:7 |
| Mensur Suljović 95,50     | – | Raymond van Barneveld 91,65 | 6:6 |

| 4. Spieltag              |   |                             |     |
| Luke Humphries 101,30    | – | Gerwyn Price 99,48          | 6:6 |
| Daryl Gurney 90,35       | – | Rob Cross 102,16            | 1:7 |
| Mensur Suljović 96,42    | – | Peter Wright 95,31          | 7:4 |
| Michael van Gerwen 93,02 | – | James Wade 92,46            | 3:7 |
| Michael Smith 98,79      | – | Raymond van Barneveld 94,38 | 7:4 |

| 5. Spieltag                 |   |                      |     |
| Michael Smith 100,21        | – | Rob Cross 103,96     | 3:7 |
| Daryl Gurney 94,45          | – | James Wade 109,59    | 0:7 |
| Mensur Suljović 95,55       | – | Gerwyn Price 93,13   | 3:7 |
| Raymond van Barneveld 95,36 | – | Peter Wright 106,64  | 3:7 |
| Michael van Gerwen 103,91   | – | John Henderson 97,38 | 6:6 |

| 6. Spieltag           |   |                             |     |
| Nathan Aspinall 88,35 | – | Michael Smith 93,99         | 2:7 |
| James Wade 97,05      | – | Mensur Suljović 101,38      | 3:7 |
| Rob Cross 101,21      | – | Raymond van Barneveld 92,76 | 7:3 |
| Gerwyn Price 92,15    | – | Michael van Gerwen 96,07    | 2:7 |
| Peter Wright 102,91   | – | Daryl Gurney 94,98          | 6:6 |

| 7. Spieltag              |   |                             |     |
| Gerwyn Price 98,81       | – | Rob Cross 104,33            | 4:7 |
| James Wade 98,42         | – | Peter Wright 98,93          | 6:6 |
| Michael van Gerwen 98,54 | – | Daryl Gurney 98,71          | 5:7 |
| Michael Smith 85,34      | – | Mensur Suljović 96,44       | 2:7 |
| Max Hopp 88,41           | – | Raymond van Barneveld 90,00 | 3:7 |

| 8. Spieltag                 |   |                              |     |
| Gerwyn Price 93,15          | – | Michael Smith 93,87          | 5:7 |
| James Wade 103,35           | – | Dimitri Van den Bergh 100,73 | 6:6 |
| Rob Cross 92,83             | – | Mensur Suljović 88,71        | 5:7 |
| Peter Wright 87,34          | – | Michael van Gerwen 100,74    | 1:7 |
| Raymond van Barneveld 81,96 | – | Daryl Gurney 89,84           | 1:7 |

| 9. Spieltag                 |   |                           |     |
| Daryl Gurney 98,28          | – | Mensur Suljović 91,58     | 7:3 |
| Peter Wright 87,60          | – | Gerwyn Price 94,47        | 5:7 |
| Rob Cross 94,46             | – | Jeffrey de Zwaan 96,93    | 7:4 |
| Raymond van Barneveld 84,68 | – | Michael van Gerwen 101,39 | 1:7 |
| James Wade 102,44           | – | Michael Smith 99,35       | 7:4 |

### Tabelle

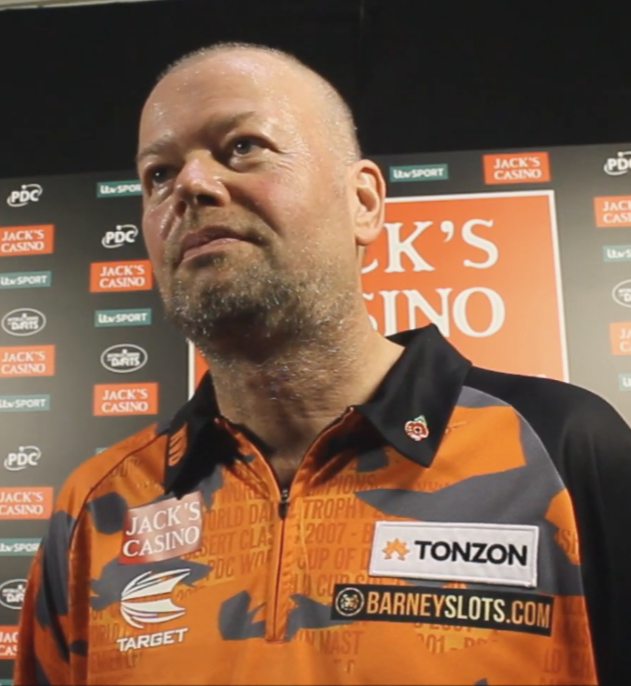
Raymond van Barneveld

Anmerkung: Nach neun Spieltagen scheiden die Plätze 9 und 10 aus dem Turnier aus.
| Pl. | Spieler               | Sp. | S | U | N | Legs  | Diff. | Avg.   | Punkte |
| --- | --------------------- | --- | - | - | - | ----- | ----- | ------ | ------ |
| 1.  | Michael van Gerwen    | 9   | 6 | 1 | 2 | 56:34 | +22   | 99,98  | 13     |
| 2.  | Rob Cross             | 9   | 6 | 1 | 2 | 55:39 | +16   | 99,82  | 13     |
| 3.  | James Wade            | 9   | 4 | 3 | 2 | 53:43 | +10   | 100,81 | 11     |
| 4.  | Daryl Gurney          | 9   | 5 | 1 | 3 | 46:44 | +2    | 96,06  | 11     |
| 5.  | Mensur Suljovic       | 9   | 4 | 2 | 3 | 49:47 | +2    | 96,29  | 10     |
| 6.  | Gerwyn Price          | 9   | 3 | 3 | 3 | 50:51 | −1    | 96,35  | 9      |
| 7.  | Peter Wright          | 9   | 2 | 4 | 3 | 48:53 | −5    | 96,24  | 8      |
| 8.  | Michael Smith         | 9   | 3 | 1 | 5 | 46:52 | −6    | 95,29  | 7      |
| 9.  | Raymond van Barneveld | 9   | 1 | 2 | 6 | 35:57 | −22   | 91,06  | 4      |
| 10. | Ersatzspieler         | 9   | 0 | 4 | 5 | 41:59 | −18   | 95,81  | (4)    |

## Endrunde

### Spiele
| 10. Spieltag              |   |                    |     |
| Mensur Suljović 93,69     | – | James Wade 85,76   | 8:6 |
| Michael Smith 100,78      | – | Peter Wright 95,71 | 7:7 |
| Rob Cross 104,71          | – | Daryl Gurney 95,96 | 8:4 |
| Michael van Gerwen 102,32 | – | Gerwyn Price 98,73 | 7:7 |

| 11. Spieltag         |   |                           |     |
| Rob Cross 102,35     | – | Peter Wright 100,28       | 8:5 |
| Gerwyn Price 89,24   | – | Mensur Suljović 88,80     | 8:5 |
| James Wade 90,17     | – | Daryl Gurney 104,05       | 7:7 |
| Michael Smith 100,42 | – | Michael van Gerwen 109,11 | 3:8 |

| 12. Spieltag          |   |                           |     |
| Mensur Suljović 92,45 | – | Daryl Gurney 91,41        | 8:5 |
| Rob Cross 94,49       | – | Michael van Gerwen 107,87 | 2:8 |
| Michael Smith 99,11   | – | Gerwyn Price 98,43        | 5:8 |
| Peter Wright 85,48    | – | James Wade 94,32          | 2:8 |

| 13. Spieltag           |   |                           |     |
| Mensur Suljović 100,13 | – | Michael Smith 101,25      | 7:7 |
| Rob Cross 98,02        | – | Gerwyn Price 101,18       | 7:7 |
| Daryl Gurney 99,34     | – | Peter Wright 96,04        | 8:4 |
| James Wade 103,66      | – | Michael van Gerwen 106,78 | 7:7 |

| 14. Spieltag       |   |                          |     |
| James Wade 93,77   | – | Gerwyn Price 89,00       | 8:4 |
| Daryl Gurney 95,48 | – | Michael van Gerwen 95,22 | 8:5 |
| Peter Wright 89,49 | – | Mensur Suljović 93,91    | 6:8 |
| Rob Cross 103,12   | – | Michael Smith 97,65      | 8:1 |

| 15. Spieltag              |   |                     |     |
| Michael Smith 95,77       | – | James Wade 92,80    | 7:7 |
| Mensur Suljović 98,59     | – | Rob Cross 102,66    | 4:8 |
| Daryl Gurney 94,71        | – | Gerwyn Price 96,93  | 7:7 |
| Michael van Gerwen 110,85 | – | Peter Wright 102,29 | 8:1 |

| 16. Spieltag             |   |                       |     |
| Gerwyn Price 98,58       | – | Peter Wright 95,61    | 8:3 |
| James Wade 94,40         | – | Rob Cross 92,39       | 8:6 |
| Michael van Gerwen 97,73 | – | Mensur Suljović 96,50 | 8:5 |
| Daryl Gurney 101,80      | – | Michael Smith 100,66  | 8:3 |

### Tabelle
Anmerkung: Die verbleibenden acht Spieler spielten nochmals gegeneinander. Die ersten vier Plätze qualifizierten sich für die Play-offs.
| Pl. | Spieler            | Sp. | S  | U | N | Legs   | Diff. | Avg.   | Punkte |
| --- | ------------------ | --- | -- | - | - | ------ | ----- | ------ | ------ |
| 1.  | Michael van Gerwen | 16  | 10 | 3 | 3 | 107:67 | +40   | 101,86 | 23     |
| 2.  | Rob Cross          | 16  | 10 | 2 | 4 | 102:74 | +28   | 99,74  | 22     |
| 3.  | James Wade         | 16  | 7  | 6 | 3 | 104:84 | +20   | 97,63  | 20     |
| 4.  | Daryl Gurney       | 16  | 8  | 3 | 5 | 93:86  | +7    | 96,71  | 19     |
| 5.  | Gerwyn Price       | 16  | 6  | 6 | 4 | 99:93  | +6    | 96,20  | 18     |
| 6.  | Mensur Suljović    | 16  | 7  | 3 | 6 | 94:95  | −1    | 94,67  | 17     |
| 7.  | Michael Smith      | 16  | 3  | 4 | 9 | 79:105 | −26   | 97,08  | 10     |
| 8.  | Peter Wright       | 16  | 2  | 5 | 9 | 76:108 | −32   | 95,40  | 9      |

| Vor den Play-offs ausgeschieden | Vor den Play-offs ausgeschieden | Vor den Play-offs ausgeschieden | Vor den Play-offs ausgeschieden |
| ------------------------------- | ------------------------------- | ------------------------------- | ------------------------------- |
|                                 |                                 |                                 |                                 |
| Gerwyn Price                    | Mensur Suljović                 | Michael Smith                   | Peter Wright (2022)             |

## Play-offs
|  | Halbfinale best of 19 legs | Halbfinale best of 19 legs | Halbfinale best of 19 legs |  |  | Finale best of 21 legs | Finale best of 21 legs | Finale best of 21 legs |
|  |                            |                            |                            |  |  |                        |                        |                        |
|  |                            |                            |                            |  |  |                        |                        |                        |
|  |                            | Michael van Gerwen         | 10                         |  |  |                        |                        |                        |
|  |                            | Daryl Gurney               | 7                          |  |  |                        |                        |                        |
|  |                            |                            |                            |  |  | 1                      | Michael van Gerwen     | 11                     |
|  |                            |                            |                            |  |  | 2                      | Rob Cross              | 5                      |
|  | 2                          | Rob Cross                  | 10                         |  |  |                        |                        |                        |
|  | 3                          | James Wade                 | 5                          |  |  |                        |                        |                        |
|  |                            |                            |                            |  |  |                        |                        |                        |

| Michael van Gerwen | Halbfinale 1: best of 19 legs | Daryl Gurney |
| 10                 | Ergebnis                      | 7            |
| 96.48              | 3-Dart-Average                | 94.02        |
| 28                 | 100+                          | 36           |
| 11                 | 140+                          | 16           |
| 3                  | 180er                         | 5            |
| 89                 | Höchstes Finish               | 48           |
| 40,00              | Doppelquote                   | 33,33        |

| Rob Cross | Halbfinale 2: best of 19 legs | James Wade |
| 10        | Ergebnis                      | 5          |
| 100.31    | 3-Dart-Average                | 91.91      |
| 36        | 100+                          | 34         |
| 18        | 140+                          | 13         |
| 5         | 180er                         | 1          |
| 128       | Höchstes Finish               | 98         |
| 43,48     | Doppelquote                   | 38,46      |

| Michael van Gerwen | Finale: best of 21 legs | Rob Cross |
| 11                 | Ergebnis                | 5         |
| 103.36             | 3-Dart-Average          | 100.98    |
| 33                 | 100+                    | 34        |
| 15                 | 140+                    | 16        |
| 5                  | 180er                   | 2         |
| 130                | Höchstes Finish         | 87        |
| 45,83              | Doppelquote             | 31,25     |

## Statistiken
| Spieler                     | Land                        | Spiele                      | 100+  | 140+  | 180s | Hö. Check- out | Checkout Av.% | Average |                    |             |    |     |     |    |     |       |        |
| --------------------------- | --------------------------- | --------------------------- | ----- | ----- | ---- | -------------- | ------------- | ------- | ------------------ | ----------- | -- | --- | --- | -- | --- | ----- | ------ |
| Spieler                     | Land                        | Spiele                      | 100+  | 140+  | 180s | Hö. Check- out | Checkout Av.% | Average | Michael van Gerwen | Niederlande | 18 | 415 | 180 | 49 | 132 | 47,94 | 101,64 |
| Rob Cross                   | England                     | 18                          | 424   | 203   | 61   | 164            | 44,83         | 99,84   |                    |             |    |     |     |    |     |       |        |
| James Wade                  | England                     | 17                          | 489   | 202   | 45   | 161            | 39,68         | 95,56   |                    |             |    |     |     |    |     |       |        |
| Daryl Gurney                | Nordirland                  | 17                          | 437   | 191   | 50   | 140            | 43,43         | 97,30   |                    |             |    |     |     |    |     |       |        |
| Peter Wright                | Schottland                  | 16                          | 396   | 181   | 43   | 160            | 41,30         | 95,40   |                    |             |    |     |     |    |     |       |        |
| Michael Smith               | England                     | 16                          | 403   | 188   | 55   | 170            | 35,59         | 97,08   |                    |             |    |     |     |    |     |       |        |
| Mensur Suljović             | Osterreich                  | 16                          | 443   | 196   | 42   | 144            | 39,66         | 95,67   |                    |             |    |     |     |    |     |       |        |
| Gerwyn Price                | Wales                       | 16                          | 360   | 143   | 54   | 170            | 43,42         | 96,20   |                    |             |    |     |     |    |     |       |        |
| Raymond van Barneveld       | Niederlande                 | 9                           | 197   | 82    | 17   | 170            | 36,46         | 90,35   |                    |             |    |     |     |    |     |       |        |
| Ersatzspieler               |                             | 9                           | 209   | 96    | 33   | 161            | 36,61         | 95,81   |                    |             |    |     |     |    |     |       |        |
| Turnierstatistik (Endstand) | Turnierstatistik (Endstand) | Turnierstatistik (Endstand) | 3.773 | 1.662 | 449  | 170            | 41,61         | 96,58   |                    |             |    |     |     |    |     |       |        |

## Höchster Average
| Spieltag    | Spieler            | Land        | Average | Gegner                |            |                    |             |        |               |
| ----------- | ------------------ | ----------- | ------- | --------------------- | ---------- | ------------------ | ----------- | ------ | ------------- |
| Spieltag    | Spieler            | Land        | Average | Gegner                | Spieltag 1 | Michael van Gerwen | Niederlande | 104,98 | Michael Smith |
| Spieltag 2  | Rob Cross          | England     | 102,58  | James Wade            |            |                    |             |        |               |
| Spieltag 3  | James Wade         | England     | 103,89  | Gerwyn Price          |            |                    |             |        |               |
| Spieltag 4  | Rob Cross          | England     | 102,16  | Daryl Gurney          |            |                    |             |        |               |
| Spieltag 5  | James Wade         | England     | 109,59  | Daryl Gurney          |            |                    |             |        |               |
| Spieltag 6  | Peter Wright       | Schottland  | 102,91  | Daryl Gurney          |            |                    |             |        |               |
| Spieltag 7  | Rob Cross          | England     | 104,33  | Gerwyn Price          |            |                    |             |        |               |
| Spieltag 8  | James Wade         | England     | 103,35  | Dimitri Van den Bergh |            |                    |             |        |               |
| Spieltag 9  | James Wade         | England     | 102,44  | Michael Smith         |            |                    |             |        |               |
| Spieltag 10 | Rob Cross          | England     | 104,71  | Daryl Gurney          |            |                    |             |        |               |
| Spieltag 11 | Michael van Gerwen | Niederlande | 109,11  | Gerwyn Price          |            |                    |             |        |               |
| Spieltag 12 | Michael van Gerwen | Niederlande | 107,87  | Michael Smith         |            |                    |             |        |               |
| Spieltag 13 | Michael van Gerwen | Niederlande | 106,78  | Rob Cross             |            |                    |             |        |               |
| Spieltag 14 | Rob Cross          | England     | 103,12  | Michael Smith         |            |                    |             |        |               |
| Spieltag 15 | Michael van Gerwen | Niederlande | 110,85  | Peter Wright          |            |                    |             |        |               |
| Spieltag 16 | Daryl Gurney       | Nordirland  | 101,80  | Michael Smith         |            |                    |             |        |               |
| Play-off    | Michael van Gerwen | Niederlande | 103,36  | Rob Cross             |            |                    |             |        |               |